# Isla Redang
Isla Redang (en malayo: Pulau Redang o simplemente "Redang") es una de las mayores islas de la costa este del país asiático de Malasia, frente al estado de Terengganu. Es una de las nueve islas (junto a Pulau Lima, Pulau Paku Besar, Pulau Paku Kecil, Pulau Kerengga Kecil, Pulau Kerengga Besar, Pulau Ekor Tebu, Pulau Ling y Pulau Pinang), que forman un parque marino, y que ofrecen actividades como el snorkeling y el buceo. El acceso se realiza desde Merang o Kuala Terengganu en barcos operados por los complejos turísticos. El Aeropuerto de Redang es pequeño y opera con los servicios de Air Berjaya de Singapur (Aeropuerto de Changi) y Kuala Lumpur (Aeropuerto Sultán Abdul Aziz Shah ).
La isla es también un sitio importante para la conservación de las tortugas marinas. Anteriormente, la explotación indiscriminada de huevos de tortuga con fines económicos había provocado que un menor número de tortugas regresaran a anidar en la isla.